# تمساح شانشي
تمساح شانشي (الاسم العلمي:†Shansisuchus) هو جنس منقرض ممن الزواحف شبيهة الأركوصورات يتبع فصيلة التماسيح الحمراء وعاشت خلال فترة الثلاثي الأوسط في ما يعرف الآن بالصين. تم اكتشاف الحفريات الأولى لتمساح شانشي في تكوين إيرماينغ في مقاطعة شانشي في عام 1964 من قبل عالم الحفريات الصيني يانغ تشونغ جيان. كان تمساح شانشي مثل التماسيح الحمراء الأخرى من آكلات اللحوم ذات الجسم الكبير مع جمجمة كبيرة وعميقة. تمساح شانشي فريد من نوعه بين الأركوصورات المبكرة في وجود ثقب في جمجمته يسمى نافذة تحت منخرية.